# Moses Kopo
Moses Kopo (ur. 28 marca 1978) − lesotyjski bokser, srebrny medalista igrzysk Wspólnoty Narodów (2006).

## Kariera amatorska
W marcu 2006 był uczestnikiem igrzysk Wspólnoty Narodów w Melbourne. Rywalizację rozpoczął od 1/16 finału pokonując na punkty (34:27) reprezentanta Ghany Basti Samira. W 1/8 finału pokonał  na punkty (31:19) reprezentanta Zambii Preciousa Makinę. W ćwierćfinale pokonał przed czasem w czwartej rundzie Marka Hastiego, awansując do półfinału. W półfinale pokonał na punkty (28:12) Mosesa Mathengę. W finale kategorii lekkopółśredniej przegrał walkowerem (nie przystąpił do pojedynku) z Jamesem Russanem.